# Willem van Alblas
Willem van Alblas (1464 - Dordrecht, 1502) was ambachtsheer van de Mijl, Dubbeldam en St. Anthoniepolder, was tevens burgemeester van Dordrecht in 1494 en 1502.

## Biografie
Hij was een zoon van Jan van Alblas en Maria Hallinck, werd in 1484 schepen van Dordrecht en burgemeester in 1494 en 1502. Hij werd in laatstgenoemd jaar door een priester, Simon van der Does, op straat nabij het St. Jacobs-gasthuis doodgestoken. Uit wraak omdat de burgemeester hem een rechtsgeding had laten verliezen en dit weer bij een nieuwe behandeling voor het Hof wederom wilde doen. Deze moord had als gevolg, dat volgende burgemeesters en schouten van Dordrecht op straat door drie hellebardiers werden begeleid, welk gebruik voor het eerst weer in 1674 werd afgeschaft. Willem van Alblas was getrouwd met Maria van Drenckwaert, en liet bij zijn dood twaalf kinderen na.